# Intrinsieke vergelijking
In de meetkunde verstaat men onder een intrinsieke vergelijking van een kromme een vergelijking die de kromme beschrijft met behulp van een verband tussen intrinsieke eigenschappen van de kromme, eigenschappen die niet afhangen van de plaats en eventueel de oriëntatie van de kromme. Een intrinsieke vergelijking definieert de vorm van de kromme zonder de positie ten opzichte van een of ander coördinatensysteem te specificeren.
De meestgebruikte intrinsieke grootheden zijn de booglengte {\displaystyle s}, de hoek {\displaystyle \theta } tussen de raaklijn en een as, de kromming {\displaystyle \kappa } of de kromtestraal {\displaystyle R}, en, voor een driedimensionale kromme, de torsie {\displaystyle \tau }. Concreet:
- De natuurlijke vergelijking beschrijft de kromme door kromming en torsie.
- De Whewell-vergelijking beschrijft de kromme door het verband tussem booglengte en hoek tussen raaklijn en as.
- De Cesàro-vergelijking beschrijft de kromme door het verband tussen booglengte en kromming.

De vergelijking van een cirkel (met een lijn als randgeval) wordt bijvoorbeeld gegeven door de relatie {\displaystyle \kappa (s)={\tfrac {1}{r}}} waarin {\displaystyle r} de straal van de cirkel is.